# 福成乡
福成乡是中国陕西省汉中市南郑区一个已撤销的乡镇。乡政府驻地——程家坝。2011年，汉中市人民政府向陕西省人民政府申请，将南郑县的福成乡和白玉乡，组成新的福成镇。时下辖14个村，总面积156.01平方公里，总人口5602人。

## 行政区划
福成乡下辖以下行政区：
程家坝村、大营村、莲花村、芭蕉坪村、田家营村、底坪村、明三湾村、小沟坪村、元坝村、东玉村、和平村、何伍岭村、安家湾村、聂家湾村